# Vallon de Senance à Courcelles-en-Montagne et Noidant-le-Rocheux
Vallon de Senance à Courcelles-en-Montagne et Noidant-le-Rocheux este o arie protejată (sit de importanță comunitară — SCI) din Franța întinsă pe o suprafață de 49 ha, integral pe uscat.

## Localizare
Centrul sitului Vallon de Senance à Courcelles-en-Montagne et Noidant-le-Rocheux este situat la coordonatele 47°50′07″N 5°14′12″E / 47.83528°N 5.23667°E.

## Înființare
Situl Vallon de Senance à Courcelles-en-Montagne et Noidant-le-Rocheux a fost declarat arie specială de conservare în baza directivei 92/43 din 1992 referitoare la conservarea habitatelor naturale și a faunei și florei sălbatice pentru a proteja 10 specii de animale.

## Biodiversitate
Situată în ecoregiunea continentală, aria protejată conține 9 habitate naturale: Liziere de ierburi înalte hidrofile de câmpie și de nivel montan până la alpin, Fânețe de joasă altitudine (Alopecurus pratensis, Sanguisorba officinalis), Pante stâncoase calcaroase cu vegetație casmofită, Păduri de fag Asperulo-Fagetum, Păduri de stejar și carpen Galio-Carpinetum, Păduri mixte riverane de Quercus robur, Ulmus laevis și Ulmus minor, Fraxinus excelsior sau Fraxinus angustifolia, de-a lungul marilor râuri (Ulmenion minoris), Peșteri inaccesibile publicului, Izvoare petrifiante cu formare de travertin (Cratoneurion), Păduri pe pante, grohotișuri și ravene de Tilio-Acerion.
La baza desemnării sitului se află mai multe specii protejate:
- mamifere (6): liliac cârn (Barbastella barbastellus), liliac cu urechi mari (Myotis bechsteinii), liliac cărămiziu (Myotis emarginatus), liliac comun (Myotis myotis), liliacul mare cu potcoavă (Rhinolophus ferrumequinum), liliacul mic cu potcoavă (Rhinolophus hipposideros)
- nevertebrate (3): fluturele auriu (Euphydryas aurinia), Vertigo angustior, Vertigo moulinsiana
- pești (1): zglăvoacă (Cottus gobio)

Pe lângă speciile protejate, pe teritoriul sitului au mai fost identificate 1 specie de plante, 4 specii de mamifere.